# Liste der reichsten Briten
Die reichsten Briten sind nach Angaben des US-amerikanischen Forbes Magazine (Stand: Dezember 2024):
| Rang | Name                           | Vermögen (USD)   | Herkunft des Vermögens         |
| ---- | ------------------------------ | ---------------- | ------------------------------ |
| 1    | Michael Platt                  | $18,0 Milliarden | BlueCrest Capital Management   |
| 2    | Jim Ratcliffe                  | $15,9 Milliarden | Ineos                          |
| 3    | James Dyson                    | $13,4 Milliarden | Dyson                          |
| 4    | Alexander Gerko                | $10,3 Milliarden | XTX Markets                    |
| 5    | Denise Coates                  | $10,0 Milliarden | bet365                         |
| 6    | Christopher Hohn               | $9,5 Milliarden  | The Children’s Investment Fund |
| 7    | Simon Reuben                   | $9,4 Milliarden  | Reuben Brothers                |
| 7    | David Reuben                   | $9,4 Milliarden  | Reuben Brothers                |
| 8    | Nik Storonsky                  | $7,9 Milliarden  | Revolut                        |
| 9    | Anthony Bamford, Baron Bamford | $7,7 Milliarden  | J.C. Bamford Excavators        |
| 10   | Joe Lewis                      | $6,3 Milliarden  | Tavistock Group                |
| 11   | Clive Calder                   | $5,7 Milliarden  | Jive Records                   |
| 12   | John Reece                     | $5,3 Milliarden  | Ineos                          |
| 12   | Andrew Currie                  | $5,3 Milliarden  | Ineos                          |
| 14   | Ian Livingstone                | $4,6 Milliarden  | London & Regional Properties   |
| 14   | Richard Livingstone            | $4,6 Milliarden  | London & Regional Properties   |
| 14   | John Coates                    | $4,6 Milliarden  | bet365                         |

In der Liste nicht enthalten sind Mitglieder des britischen Königshauses.